# Gizmotron
Gizmotron, plus simplement Gizmo, est le nom d'un appareil produit de 1973 à 1980, destiné à modifier le son d'un instrument de musique amplifié (guitare ou basse électrique), afin de donner à l'auditeur, à l'origine, la sensation d'entendre un instrument à cordes frottées (violoncelle...). Il entre ainsi dans la catégorie des multiples effets pouvant être obtenus sur ces instruments, au même titre que les pédales.

## Principe, fonctionnement
Le dispositif, inventé par les musiciens britanniques Lol Creme et Kevin Godley du groupe 10 cc, en collaboration avec John McConnell, chercheur à l'Institut de Science et Technologie de Manchester, se compose d'un boîtier à fixer sur le chevalet. Sur la face supérieure, six touches (quatre pour une basse) commandant autant de petites roues, viennent frotter une corde lorsqu'on les enfonce, jouant par là le rôle d'un archet. Cela intéresse par exemple les formations souhaitant réaliser des arrangements complexes, évoquant l'univers d'un orchestre symphonique, comme le rock progressif, très en vogue dans les années 1970.
Musitronics se charge de fabriquer et diffuser l'invention. Mais les finances sont au plus bas, le boîtier se montre difficile à réaliser et peu fiable, d'autant qu'il subit la concurrence d'un instrument aux possibilités infiniment supérieures, le synthétiseur. Musitronics est repris par l'américain ARP en 1978, avant de disparaitre à son tour trois ans plus tard. Peu de musiciens de renommée internationale ont donc eu l'occasion de tester le Gizmo.
Le guitariste Jimmy Page l'a utilisé sur l'album de Led Zeppelin, In Through the Out Door, sorti en 1979.